# IFK Österåker Vikings HC
IFK Österåker Viking HC är en ishockeyklubb från Åkersberga i Stockholms län bildad 1928 genom en sammanslagning Runö IF och Åkersberga IF. 1957 byggdes en hockeyrink med riktiga mått. Under 1960-talet spelade man flera säsonger i division II som då var andraligan i landet. Säsongerna 1993/1994, 1996/1997, 1999/2000 och 2001/2002 spelade laget i division 1.
Ishockeysektionen är idag en egen självständig förening i en alliansförening med namnet IFK Österåker. Efter ett samgående med en grannklubb i kommunen till säsongen 2010/2011 har klubben antagit nuvarande namn.